# Himmelpfortgrund

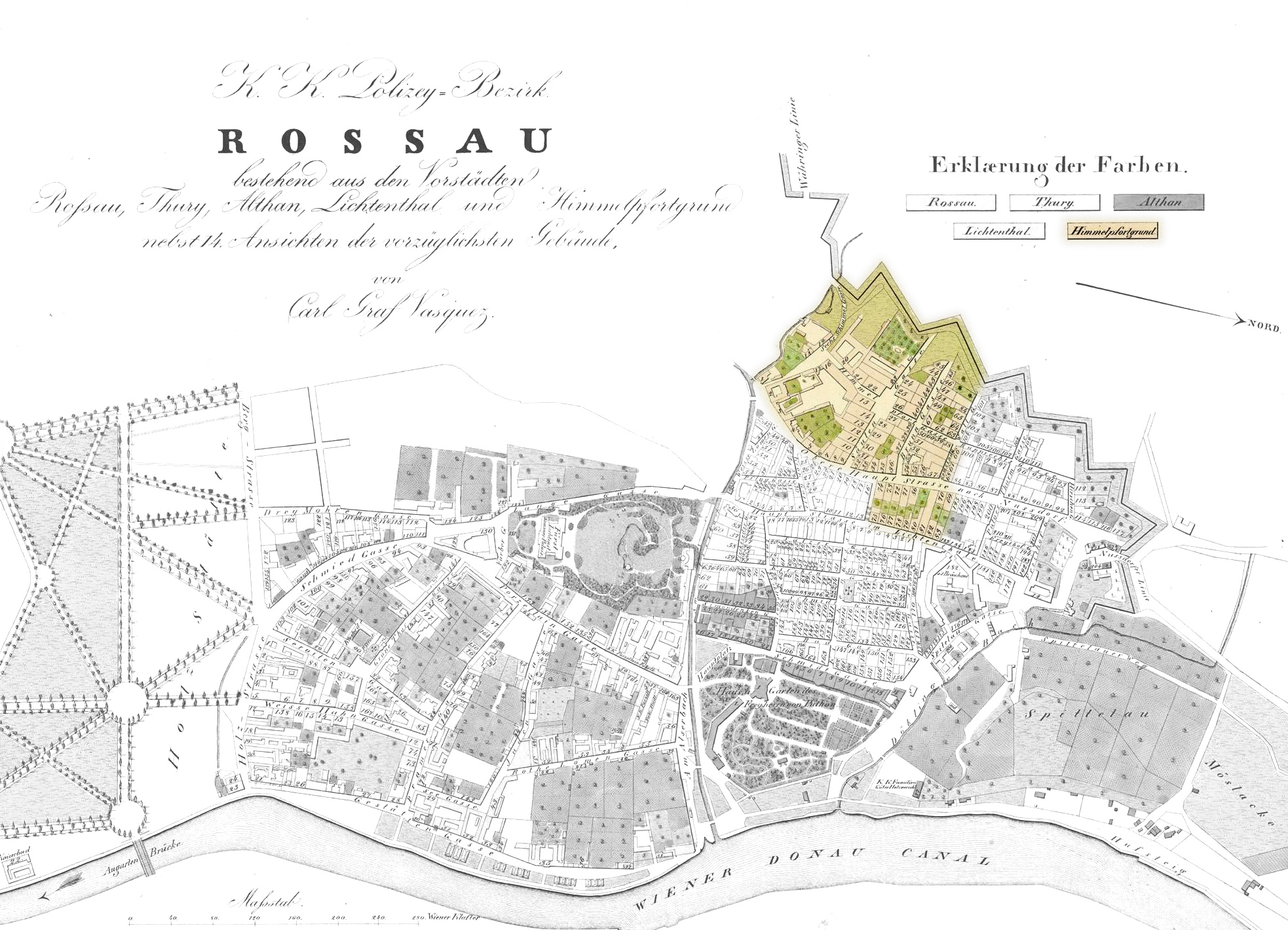
Himmelpfortgrund 1830

Himmelpfortgrund var till 1850 en självständig kommun och är idag en del i Wiens nionde bezirk Alsergrund. 
Den österrikiske tonsättaren Franz Schubert föddes 1797 i Himmelpfortgrund. Hans födelsehus är en del av Wiens Museum.